# Acetato d'ammonio
L'acetato di ammonio è il sale di ammonio dell'acido acetico. A temperatura ambiente si presenta come un solido incolore, igroscopico, dall'odore tenue di acido acetico. È solubile in acqua ed anche in alcool.

## Preparazione
Si può preparare in soluzione mescolando insieme 100 ml di ammoniaca (espressa come NH3) in soluzione al 25% con 150 ml di acido acetico al 50%. Si diluisce con acqua ad 1 litro ottenendo una soluzione al 10% circa di acetato d'ammonio.

## Usi
Il suo uso come additivo alimentare regolatore di acidità è autorizzato in Australia e Nuova Zelanda, dove è identificato dal numero INS 264 e nell'Unione Europea dove è identificato dal codice E264.
Viene usato in tintura soprattutto nell'applicazione dei coloranti del tipo Cirene e Follone.